# Bikar
Pogostost priimka Bikar je po podatkih Statističnega urada Republike Slovenije na dan 1. januarja 2010 manjša kot 5 oseb. 

## Znani slovenski nosilci priimka
- Alenka Bikar (*1974), atletinja